# A-League Youth
Die A-League Youth (oder kurz: Y-League, bis 2021: National Youth League) ist eine australische Fußball-Liga, die parallel zur landesweiten Profiliga A-League Men ausgetragen wird. Die Liga dient als Nachwuchs- und Reserverunde für die Mannschaften der A-League Men. Die unter Verantwortung des australischen Fußballverbandes stehende Spielklasse startete im August 2008. Seit Ende September 2021 tragen die australische Männer- (A-League Men), wie die Frauen- (A-League Women) als auch die Jugendliga (A-League Youth) den einheitlichen Namen A-League.

## Modus und Spieler-Reglement
In den ersten beiden Spielzeiten richtete sich der Modus nach jenem der A-League Men. Die Teams spielten in einer Ligarunde jeweils dreimal gegeneinander, anschließend ermittelten 2008/09 die beiden erstplatzierten Teams in einem Finale den Meister, 2009/10 spielten die vier besten Teams im K.-o.-System um die Meisterschaft. Zur Saison 2010/11 wird die Meisterschaft nur im Ligamodus entschieden, jedes Team trägt dabei an insgesamt 23 Spieltagen 20 Partien aus, gegen je vier Kontrahenten kommt es daher zu zwei bzw. drei Aufeinandertreffen im Saisonverlauf.
Jedes Team muss etwa 14 australischen Spieler, zum 1. Januar der jeweiligen Saison zwischen 16 und 20 Jahre alt, mit einem Youth Development Agreement, einer Vereinbarung auf Amateurbasis, ausstatten. Seit der Saison 2010/11 dürfen zudem bis zu drei Jugendspieler mit mindestvergüteten Profiverträgen gebunden werden, die nicht zum Salary Cap des Profiteams zählen. Pro Spiel dürfen bis zu vier Spieler älter als 21 aus dem Profiteam mitwirken. Die Teams nutzen dies insbesondere um Ersatzspielern und wiedergenesenen Spielern zu Spielpraxis zu verhelfen.

## Teilnehmer
Derzeit sind zehn Mannschaften, aufgeteilt in zwei Conferences, in der Liga vertreten.

### Conference A
| Team                    | Stadt          | In der Liga seit... | Spielstätte           |
| ----------------------- | -------------- | ------------------- | --------------------- |
| Adelaide United Youth   | Adelaide, SA   | 2008                | Marden Sports Complex |
| Brisbane Roar Youth     | Brisbane, QLD  | 2008                | A.J. Kelly Park       |
| Melbourne City Youth    | Melbourne, VIC | 2011                | CB Smith Reserve      |
| Melbourne Victory Youth | Melbourne, VIC | 2008                | Epping Stadium        |
| Perth Glory Youth       | Perth, WA      | 2008                | Dorrien Gardens       |

### Conference B
| Team                           | Stadt          | In der Liga seit... | Spielstätte                                 |
| ------------------------------ | -------------- | ------------------- | ------------------------------------------- |
| Canberra United Youth          | Canberra, ACT  | 2017                | Deakin Stadium                              |
| Central Coast Mariners Academy | Gosford, NSW   | 2008                | Central Coast Mariners Centre of Excellence |
| Newcastle Jets Youth           | Newcastle, NSW | 2008                | Newcastle No. 2 Sportsground                |
| Sydney FC Youth                | Sydney, NSW    | 2008                | Lambert Park                                |
| Western Sydney Wanderers Youth | Sydney, NSW    | 2012                | Marconi Stadium                             |

## Ehemalige Teilnehmer
| Team                     | Stadt           | In der Liga von... | Spielstätte                   |
| ------------------------ | --------------- | ------------------ | ----------------------------- |
| Gold Coast United Youth  | Gold Coast, QLD | 2008 bis 2011      | Owen Park                     |
| FFA Centre of Excellence | Canberra, ACT   | 2009 bis 2017      | Australian Institute of Sport |

## Titelträger
| 2008/09                 | Sydney FC Youth                                | Adelaide United Youth                          | Sydney FC Youth                                | 2:0                                            | Adelaide United Youth                          |                                                |                                                |
| 2009/10                 | Central Coast Mariners Academy                 | Perth Glory Youth                              | Gold Coast United Youth                        | 2:1                                            | Perth Glory Youth                              |                                                |                                                |
| 2010/11                 | Gold Coast United Youth                        | Central Coast Mariners Academy                 | keine Finalrunde                               | keine Finalrunde                               | keine Finalrunde                               |                                                |                                                |
| 2011/12                 | Central Coast Mariners Academy                 | Brisbane Roar Youth                            | keine Finalrunde                               | keine Finalrunde                               | keine Finalrunde                               |                                                |                                                |
| 2012/13                 | Melbourne Victory Youth                        | Central Coast Mariners Academy                 | keine Finalrunde                               | keine Finalrunde                               | keine Finalrunde                               |                                                |                                                |
| 2013/14                 | Sydney FC Youth                                | Newcastle Jets Youth                           | keine Finalrunde                               | keine Finalrunde                               | keine Finalrunde                               |                                                |                                                |
| 2014/15                 | Melbourne City Youth                           | Brisbane Roar Youth                            | keine Finalrunde                               | keine Finalrunde                               | keine Finalrunde                               |                                                |                                                |
| Saison                  |                                                |                                                |                                                |                                                |                                                |                                                |                                                |
| Sieger der Conference A | Sieger der Conference B                        | Meister                                        | Ergebnis                                       | Vizemeister                                    |                                                |                                                |                                                |
| 2015/16                 | Adelaide United Youth                          | Sydney FC Youth                                | Sydney FC Youth                                | 5:2                                            | Adelaide United Youth                          |                                                |                                                |
| 2016/17                 | Melbourne City Youth                           | Sydney FC Youth                                | Melbourne City Youth                           | 3:2                                            | Sydney FC Youth                                |                                                |                                                |
| 2017/18                 | Melbourne City Youth                           | Western Sydney Wanderers Youth                 | Western Sydney Wanderers Youth                 | 3:1                                            | Melbourne City Youth                           |                                                |                                                |
| 2018/19                 | Brisbane Roar Youth                            | Western Sydney Wanderers Youth                 | Brisbane Roar Youth                            | 3:1                                            | Western Sydney Wanderers Youth                 |                                                |                                                |
| 2019/20                 | Melbourne Victory Youth                        | Sydney FC Youth                                | Sydney FC Youth                                | 5:1                                            | Melbourne Victory Youth                        |                                                |                                                |
| 2020/21                 | Saison wegen der COVID-19-Pandemie abgebrochen | Saison wegen der COVID-19-Pandemie abgebrochen | Saison wegen der COVID-19-Pandemie abgebrochen | Saison wegen der COVID-19-Pandemie abgebrochen | Saison wegen der COVID-19-Pandemie abgebrochen | Saison wegen der COVID-19-Pandemie abgebrochen | Saison wegen der COVID-19-Pandemie abgebrochen |

## Auszeichnungen
| Saison  | Player of the Year (MVP)                                                           | Golden Boot (Torschützenkönig)                              |
| ------- | ---------------------------------------------------------------------------------- | ----------------------------------------------------------- |
| 2008/09 | Adam Sarota (Brisbane Roar Youth)                                                  | Francesco Monterosso (13 Tore, Adelaide United Youth)       |
| 2009/10 | Panny Nikas (Central Coast Mariners Youth)                                         | Francesco Monterosso (17 Tore, Adelaide United Youth)       |
| 2010/11 | Steve Lustica (Gold Coast United Youth)                                            | Bernie Ibini-Isei (12 Tore, Central Coast Mariners Academy) |
| 2011/12 | Nick Fitzgerald (Brisbane Roar Youth)                                              | Mitchell Mallia (13 Tore, Sydney FC Youth)                  |
| 2012/13 | Awer Mabil (Adelaide United Youth)                                                 | Kale Bradbery (16 Tore, Newcastle Jets Youth)               |
| 2013/14 | Brandon Borrello (Brisbane Roar Youth)                                             | Anthony Costa (14 Tore, Adelaide United Youth)              |
| 2014/15 | George Blackwood (Sydney FC Youth) & Liam Youlley (Western Sydney Wanderers Youth) | Wade Dekker (9 Tore, Melbourne City Youth)                  |
| 2015/16 | Dylan Smith (Adelaide United Youth)                                                | Joey Katebian (10 Tore, Melbourne Victory Youth)            |
| 2016/17 | Marc Tokich (FFA Centre of Excellence)                                             | Pierce Waring (6 Tore, Melbourne Victory Youth)             |
| 2017/18 | Louis D’Arrigo (Adelaide United Youth)                                             | Abraham Majok (9 Tore, Western Sydney Wanderers FC Youth)   |
| 2018/19 | Fabian Monge (Western Sydney Wanderers Youth)                                      | Moudi Najjar (7 Tore, Melbourne City FC Youth)              |
| 2019/20 | –                                                                                  | Marco Tilio (5 Tore, Sydney FC Youth)                       |
| 2020/21 | Saison wegen der COVID-19-Pandemie abgebrochen                                     | Saison wegen der COVID-19-Pandemie abgebrochen              |